# Врбє (Костанєвиця-на-Кркі)
Врбє (словен. Vrbje) — поселення в общині Костанєвиця-на-Кркі, Споднєпосавський регіон, Словенія. Висота над рівнем моря: 449,9 м.